# Сибирски сиг
Сибирските сигове (Coregonus sardinella) са вид актиноптери от семейство Coregonidae.
Те са незастрашен вид.
Таксонът е описан за пръв път от Ашил Валансиен през 1848 година.

## Подвидове
- Coregonus sardinella marisalbi